# Isola di Camano
L'Isola di Camano (Camano Island in Inglese) è una grande isola situata nello Stretto di Possession, che è a sua volta una sezione dello Stretto di Puget, nel nord dell'Oceano Pacifico. Dal punto di vista amministrativo fa parte della Contea di Island, nello Stato di Washington (Stati Uniti d'America). Geograficamente è localizzata tra l'Isola di Whidbey e la terraferma, a cui è collegata tramite il ponte Camano Gateway Bridge.
L'isola, con i suoi 103 km² di estensione, è una delle più grandi dello Stato di Washington e ha una popolazione superiore ai 17.000 abitanti, che può aumentare nei mesi estivi con l'arrivo di villeggianti che hanno qui una seconda casa.

## Storia

### Etimologia
L'isola deve il suo nome all'esploratore spagnolo del 18º secolo Jacinto Caamaño, ma in origine essa era chiamata Kal-lut-chin (Terra che si sporge sulla baia) dalla locale tribù degli Snohomish. L'esploratore statunitense Charles Wilkes, nel corso delle sue spedizioni tra il 1838 e il 1842, battezzò l'isola MacDonough Island in onore dell'ufficiale della marina Thomas MacDonough per la sua vittoria nella Battaglia di Lake Champlain, durante la Guerra anglo-americana del 1812. Quando l'ammiraglio britannico Henry Kellett riorganizzò le mappe ufficiali della Marina nel 1847, tolse il nome MacDonough e ripristinò Camano.

### 19º secolo
Nel 2005, alcuni archeologi hanno rinvenuto su Camano dei resti umani e dei manufatti delle popolazioni Salish vecchie di 1.600 anni. Si ritiene che il sito dei ritrovamenti fosse un villaggio o un terreno di sepoltura.
All'inizio del 19º secolo, all'epoca delle prime relazioni tra i Salish e gli esploratori bianchi, l'isola era divisa tra la tribù dei Kikiallus nel nord e la tribù degli Snohomish nel sud. I primi insediamenti di coloni bianchi avvennero intorno al 1850, poi nel 1858 venne costruita la prima segheria e di lì a poco, nel 1862, venne inaugurata la prima scuola.
La prima cittadina a raggiungere una certa dimensione fu Utsalady che, nel 1891, contava circa 120 residenti, tre negozi, due hotel, una linea del telegrafo e un vaporetto che la collegava alla vicina località di Coupeville. Quest'area ebbe una vasta immigrazione di lavoratori dalla Cina e dalla Norvegia ma, a seguito della depressione economica del 1893, la locale segheria venne chiusa lasciando disoccupati i residenti.

### 20º secolo
Camano venne identificata come un luogo ideale per le coltivazioni e per il turismo all'inizio del 20º secolo, quando l'attività delle segherie aveva ormai deforestato l'isola. Nel 1909 venne anche costruito un ponte per collegarla alla terraferma al posto dei traghetti. Intorno al 1920 apparve il primo resort sull'isola dedicato ai villeggianti, ma la svolta si ebbe nel 1936 con l'inaugurazione del grande Cama Beach Resort. Durante il Proibizionismo, Camano era utilizzata per il traffico di alcool per via della sua posizione remota e molto vicina ai confini canadesi.
Nel 1943, la Puget Mill Company diede il via a un vasto piano di edilizia residenziale, mentre nel 1950 il vecchio ponte che collegava l'isola a Stanwood venne rimpiazzato con un altro più moderno, opera a cui si aggiunse anche il rifacimento di molti manti stradali. Negli anni Cinquanta a Camano arrivarono anche un ufficio postale, una stazione dei vigili del fuoco e le linea telefonica.

## Geografia
L'isola è al centro dello Stretto di Puget, a sud della Baia di Skagit (Skagit Bay), ed è separata dalla terraferma dalla Baia di Susan (Port Susan). Si trova a est del braccio di mare conosciuto come Saratoga Passage, che la separa dalla più grande Isola di Whidbey. Camano è lunga circa 25 km e larga, nel suo punto più ampio, circa 10,6 km. Il più grande centro abitato vicino all'isola è Seattle, a circa 89 km di distanza.
Camano ha un'estensione di 103 km². Circa l'83% delle coste intorno all'isola sono di proprietà privata.
L'isola presenta una buona varietà di fauna aviaria, come ad esempio aironi e aquile dalla testa calva. Le balene grigie attraversano ogni anno durante le migrazioni il Saratoga Passage tra marzo ed aprile.

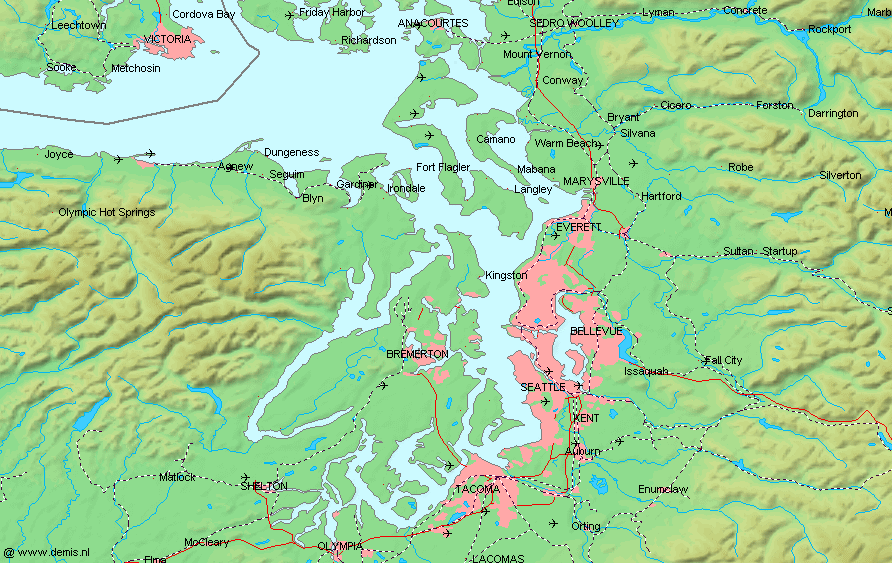
Mappa dello Stretto di Puget, con al centro l'Isola di Camano.

## Governo
L'isola, nonostante faccia parte della Contea di Island, ha collegamenti stradali con la sola Contea di Snohomish. I residenti hanno fatto richiesta in passato di entrare a far parte di quest'ultima contea, per poter accedere con più facilità a determinati servizi, ma il loro appello non è stato accolto. La Contea di Island di fatto è presente sull'isola solo con pochi uffici, tra cui quello dello sceriffo.
L'isola condivide quindi diversi servizi con la vicina cittadina di Stanwood, come ad esempio il distretto scolastico Stanwood-Camano: sull'isola sono presenti due scuole elementari, mentre gli studenti più grandi frequentano le lezioni nelle scuole di Stanwood.

## Trasporti
L'Isola di Camano è collegata alla terraferma dalla State Route 532, che attraversa la parte nord dell'isola fino alla cittadina di Stanwood passando su due ponti. Il percorso che conduce a Stanwood può essere effettuato anche usufruendo di un servizio bus gratuito.
L'isola ha numerose strade che percorrono la costa est ed ovest collegando fra loro le varie località e punti di interesse presenti.
Esisteva in passato anche un servizio di traghetti che collegava l'isola alle cittadine di Coupeville ed Everett, ma non è più attivo.

## Parchi
Su Camano sono presenti due parchi nazionali: l'Island State Park e il Cama Beach State Park, entrambi situati nella parte ovest dell'isola.
L'Island State Park venne inaugurato nel 1949 e presenta 2.000 metri di spiaggia e un totale di 99 ettari di estensione con numerose aree campeggio e percorsi per il trekking. Il Cama Beach State Park ha aperto nel 2008, nel luogo in cui in passato sorgeva un resort, e offre sia una spiaggia che dei percorsi per le passeggiate.